# Mangora fornicata
Mangora fornicata là một loài nhện trong họ Araneidae.
Loài này thuộc chi Mangora. Mangora fornicata được Eugen von Keyserling miêu tả năm 1864.